# Blackadder: Back and Forth
För serien i helhet, se Svarte Orm
Blackadder: Back and Forth är en science fiction-komedifilm från 1999, baserad på BBC:s historiska sitcom Svarte Orm, som markerar slutet för Svarte Orm-sagan. Den gjordes för att kunna visas på specialbyggda "SkyScape" biografer, uppresta sydost om Millennium Dome på Greenwich peninsula i östra London.

## Handling
Filmen följer Lord Edmund Blackadder och hans idiotiske tjänare, Baldrick under en tidsresa som får dem att hamna i flera viktiga händelser i den brittiska historien. I en intervju år 1999 beskrev Richard Curtis filmen som "en tidsresa genom brittisk historia, med enbart människor som är dumma eller ohövliga." Rowan Atkinson och Tony Robinson repriserade sina roller som Blackadder och Baldrick.

## Om filmen
I en intervju sade Rowan Atkinson att en av hans stora förhoppningar med serien var ta Blackadder till bio. Tillsammans med Atkinson och Tony Robinson, medverkade även andra skådespelare som spelat huvudrollerna i de senaste tre serierna, nämligen Stephen Fry, Hugh Laurie, Tim McInnerny och Miranda Richardson.

## Rollista i urval
- Rowan Atkinson som Lord Edmund Blackadder V och hans förfäder
- Tony Robinson som Baldrick och hans förfäder
- Stephen Fry som Biskop Flavius Melchett, hans förfäder och Duke of Wellington
- Hugh Laurie som Lieutenant George Bufton-Tufton och hans förfäder
- Tim McInnerny som Archdeacon Kevin Darling och hans förfäder
- Miranda Richardson som Lady Elisabeth
- Patsy Byrne som Nursie
- Rik Mayall som Robin Hood
- Kate Moss som Maid Marian
- Colin Firth som William Shakespeare
- Simon Russell Beale som Napoleon I

De flesta skådespelarna från serie 2-4 återvände i huvudrollerna samt i andra roller som var förfäder till respektive karaktär, ungefär som i Blackadder's Christmas Carol. Det var även andra skådespelare med i filmen som inte medverkat i tidigare Blackadder serier och avsnitt.